# Atherina hepsetus
Atherina hepsetus là một loài cá trong họ Atherinidae. Phổ biến rộng rãi ở Đông Đại Tây Dương: bờ biển của Tây Ban Nha và Maroc bao gồm Madeira và quần đảo Canary. Ngoài ra ở phía tây Địa Trung Hải, Adriatic và Biển Đen.

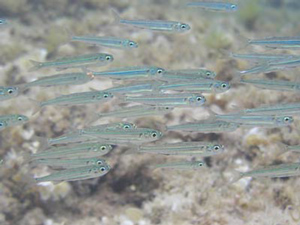
The flock of sand-smelts Atherina hepsetus